# Santuário Nossa Senhora Educadora
O Santuário Nossa Senhora Educadora é um santuário nas dependências da Faculdade Social da Bahia, situado no bairro de Ondina, em Salvador, onde normalmente os formandos participam das missas de formatura, além da vida eclesial. Ele foi eregido pelo decreto canônico do cardeal Dom Geraldo Majella em 2004.